# Cimabue

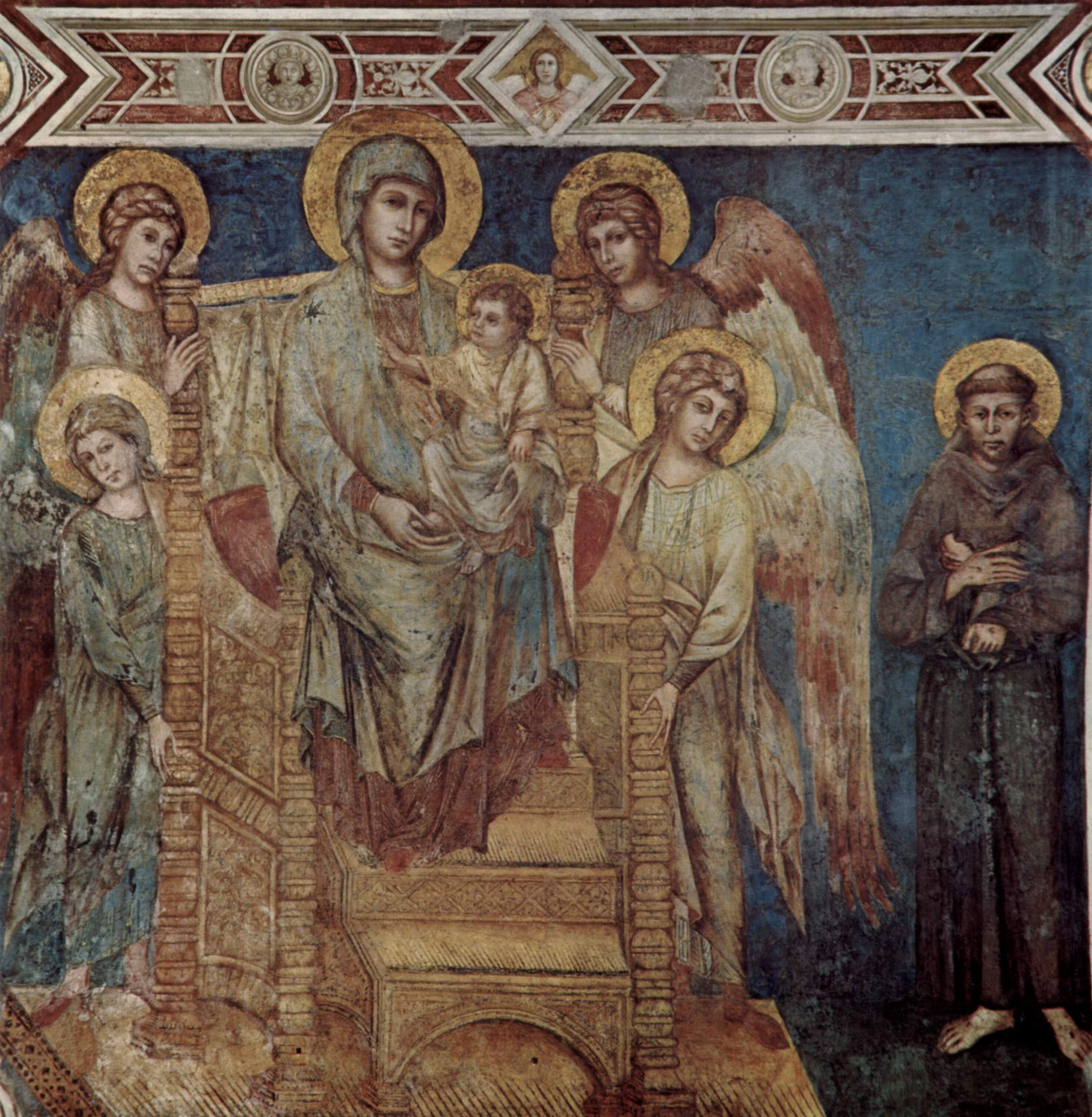
Trónoló Madonna (részlet az Assisi Szent Ferenc-bazilika freskóiból)

Cimabue, eredeti nevén Cenni (Bencivieni) di Pepo (Firenze, 1240 körül – 1302 körül) itáliai festő és mozaikművész, a késő gótikus festészet egyik legnagyobb művésze, Giotto di Bondone mestere. Életéről nagyon kevés adat maradt fenn. 1272. június 18-án említik először egy római okiratban. Halálának időpontja is ismeretlen. Utolsó említése egy 1302-ben történt kifizetési elismervényben történt, ekkor vette át a pisai dóm apszisának mozaikjáért járó fizetség utolsó részletét.
Kortársai rendkívül nagyra becsülték művészetét. Erről árulkodik, hogy Dante is megemlíti az Isteni színjátékban:
„Lám, festészetben Cimabue tartott
minden teret, és ma Giottót kiáltják:
s amannak híre éjszakába hajlott.”
(Purgatórium, XI. ének)
Cimabue volt az utolsó jelentős itáliai festő, aki követte a bizánci festészet hagyományait, és az első, aki megtörte azoknak néhány elemét. Valószínű, hogy mesterei görög festők voltak, akik megismertették az antik hagyományokkal. Cimabue művészetében a bizánci szépségeszményt a reális látásmóddal próbálta összeegyeztetni. Első ismert művei a bizánci tradíciók szinte feltétel nélküli követéséről árulkodnak, de később alakjai egyre súlyosabbakká, egyre kifejezőbbekké váltak.

## Fennmaradt művei

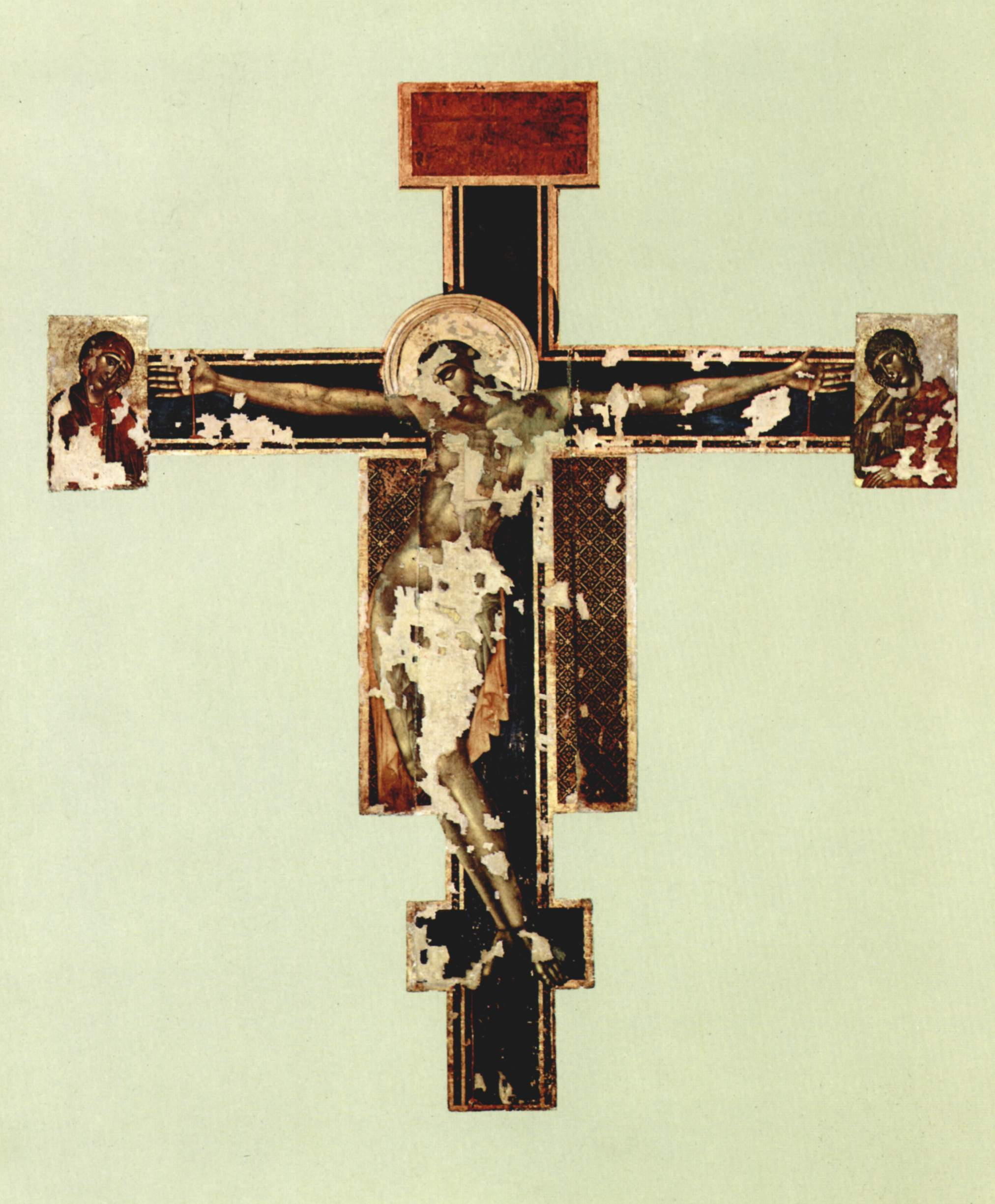
Festett feszület, Firenze

- Festett feszület, Arezzo, San Domenico-templom
- Festett feszület, Firenze, Museo di Santa Croce (Az 1966-os árvíz visszavonhatatlanul tönkretette)
- Maestà vagyTrónoló Madonna, Párizs, Louvre
- Trónoló Madonna, Firenze, Uffizi
- Trónoló Madonna, Bologna, Santa Maria dei Servi-templom
- A Szentháromság Madonnája, Firenze, Uffizi
- Trónoló Madonna két angyallal, Szent Ferenccel és Szent Domokossal, Firenze, Palazzo Pitti
- Madonna gyermekével, Keresztelő Szent Jánossal és Szent Péterrel 1290 körül, Washington, D.C., National Gallery of Art
- Az Assisi Szent Ferenc-bazilika felsőtemplomának freskói (Duccióval és Giottóval együtt készítette)